# انموند الکساندر پتیت
انموند الکساندر پتیت (انگلیسی: Ennemond Alexandre Petitot; ۱ ژانویهٔ ۱۷۲۷ – ۱ ژانویهٔ ۱۸۰۱) معمار اهل فرانسه بود.
وی همچنین برندهٔ جوایزی همچون جایزه بزرگ رم شده‌است.